# Ричардс, Джаз
Эшли Дарел Джаз Ричардс (англ. Ashley Darel Jazz Richards; род. 12 апреля 1991[…], Суонси) — валлийский футболист, защитник клуба валлийской премьер-лиги «Хаверфордуэст Каунти». Выступал за национальную сборную Уэльса.

## Клубная карьера
Ричардс начал заниматься футболом в клубе «Кардифф Сити». В 2007 году перешёл в молодёжную систему «Суонси Сити», в составе которого и дебютировал в профессиональном футболе 15 августа 2009 года в матче против «Мидлсбро», где на 63-й минуте матча заменил Шона Макдональда. В течение сезона 2009/10 Ричардс в общей сложности сыграл 15 матчей. Под конец сезона продлил свой контракт с «Суонси Сити» на два года. 15 октября 2011 года Ричардс дебютировал в Английской Премьер-лиге в матче против «Норвич Сити». Двенадцать дней спустя Ричардс продлил свой контракт с клубом на полтора года, а 28 марта 2013 года продлил ещё до июня 2016 года.
25 января 2013 года Ричардс на правах аренды перешёл в «Кристал Пэлас» до конца сезона 2013/14. Дебютировал в клубе 30 января в матче против «Хаддерсфилд Таун». В общей сложности, до конца сезона в составе «Кристал Пэлас» сыграл 11 матчей и помог клубу выйти в Премьер-лигу.
10 сентября 2013 года Ричардс отправился в трёхмесячную аренду в «Хаддерсфилд Таун». Дебютировал в клубе 17 сентября в матче против «Чарльтон Атлетик». В общей сложности, за «Хаддерсфилд Таун» сыграл 9 матчей. 17 декабря вернулся в «Суонси Сити».
24 января 2015 года Ричардс перешёл «Фулхэм» в месячную аренду, которая впоследствии была продлена до конца сезона. В составе клуба Ричардс сыграл 14 матчей. 2 июля 2015 года подписал с «Фулхэмом» полноценный контракт.
19 июля 2016 года Ричардс перешёл в «Кардифф Сити», подписав с клубом трёхлетний контракт.
6 марта 2021 года перешёл в «Хаверфордуэст Каунти», клуб валлийской премьер-лиги, и дебютировал 9 марта в выездном матче против «Аберистуит Таун».

## Международная карьера
Ричардс представлял юниорские сборные Уэльса до 17 и 19 лет. В молодёжную сборную был вызван в марте 2009 года для встречи с молодёжной сборной Люксембурга, однако на поле не вышел. Дебютировал 12 августа в матче против молодёжной сборной Венгрии. Ныне представляет национальную сборную Уэльса, в составе которой дебютировал 27 мая 2012 года в товарищеском матче против сборной Мексики. На Евро-2016 вышел с командой в полуфинал турнира.

## Статистика выступлений
| Клуб               | Лига                    | Сезон            | Чемпионат | Чемпионат | Кубки | Кубки | Еврокубки | Еврокубки | Итого | Итого |
| Клуб               | Лига                    | Сезон            | Игры      | Голы      | Игры  | Голы  | Игры      | Голы      | Игры  | Голы  |
| ------------------ | ----------------------- | ---------------- | --------- | --------- | ----- | ----- | --------- | --------- | ----- | ----- |
| Суонси Сити        | Чемпионшип              | 2009/10          | 15        | 0         | 0     | 0     | 0         | 0         | 15    | 0     |
| Суонси Сити        | Чемпионшип              | 2010/11          | 6         | 0         | 2     | 0     | 0         | 0         | 8     | 0     |
| Суонси Сити        | Английская премьер-лига | 2011/12          | 8         | 0         | 1     | 0     | 0         | 0         | 9     | 0     |
| Суонси Сити        | Английская премьер-лига | 2012/13          | 0         | 0         | 4     | 0     | 0         | 0         | 4     | 0     |
| Суонси Сити        | Английская премьер-лига | 2013/14          | 0         | 0         | 1     | 0     | 1         | 0         | 2     | 0     |
| Суонси Сити        | Английская премьер-лига | 2014/15          | 10        | 0         | 3     | 0     | 0         | 0         | 13    | 0     |
| Суонси Сити        | Итого                   | Итого            | 39        | 0         | 11    | 0     | 1         | 0         | 51    | 0     |
| → Кристал Пэлас    | Чемпионшип              | 2012/13          | 11        | 0         | 0     | 0     | 0         | 0         | 11    | 0     |
| → Кристал Пэлас    | Итого                   | Итого            | 11        | 0         | 0     | 0     | 0         | 0         | 11    | 0     |
| → Хаддерсфилд Таун | Чемпионшип              | 2013/14          | 9         | 0         | 0     | 0     | 0         | 0         | 9     | 0     |
| → Хаддерсфилд Таун | Итого                   | Итого            | 9         | 0         | 0     | 0     | 0         | 0         | 9     | 0     |
| → Фулхэм           | Чемпионшип              | 2014/15          | 14        | 0         | 0     | 0     | 0         | 0         | 14    | 0     |
| → Фулхэм           | Итого                   | Итого            | 14        | 0         | 0     | 0     | 0         | 0         | 14    | 0     |
| Фулхэм             | Чемпионшип              | 2015/16          | 22        | 0         | 4     | 0     | 0         | 0         | 26    | 0     |
| Фулхэм             | Итого                   | Итого            | 22        | 0         | 4     | 0     | 0         | 0         | 26    | 0     |
| Кардифф Сити       | Чемпионшип              | 2016/17          | 8         | 0         | 1     | 0     | 0         | 0         | 9     | 0     |
| Кардифф Сити       | Итого                   | Итого            | 8         | 0         | 1     | 0     | 0         | 0         | 9     | 0     |
| Всего за карьеру   | Всего за карьеру        | Всего за карьеру | 103       | 0         | 16    | 0     | 1         | 0         | 120   | 0     |

## Достижения
«Суонси Сити»
- Обладатель Кубка Футбольной лиги: 2012/13

Сборная Уэльса
- Бронзовый призёр Чемпионата Европы: 2016